# Petersburg (Alaska)
Pour les articles homonymes, voir Petersburg.
Petersburg est une census-designated place et un borough d'Alaska aux États-Unis dans le borough de Petersburg dont la population était estimée à 3 177 habitants en 2015.

## Situation - climat
Elle est située à l'extrémité nord-ouest de l'île Mitkof, à égale distance (environ 193 km) de Juneau et de Ketchikan.
Les températures vont de −3 °C à 6 °C en janvier et de 4 °C à 13 °C en juillet.

## Histoire

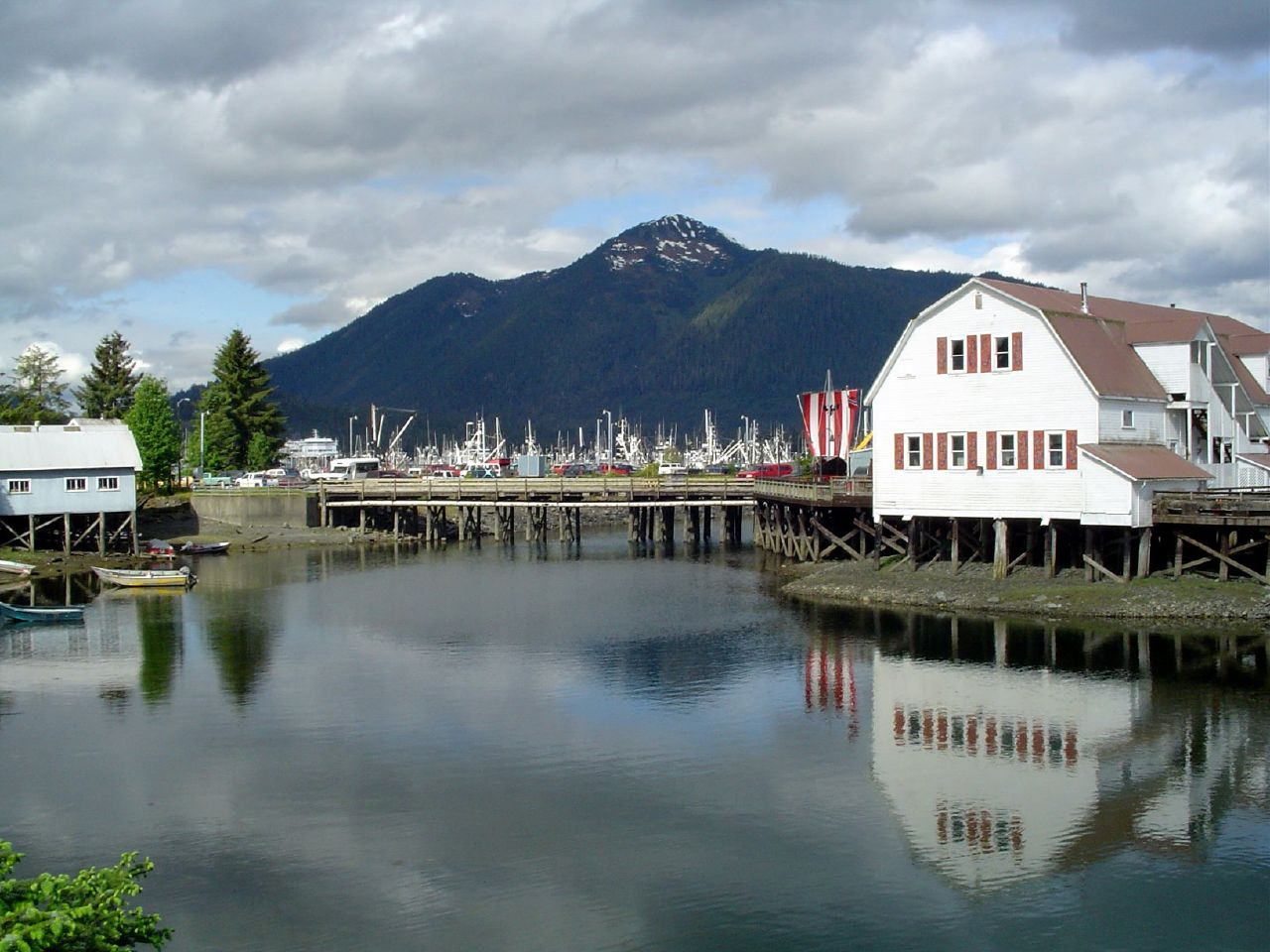
Le port de Petersburg

Le peuple Tlingit, venant de Kake utilisait cet endroit comme camp de pêche. Petit à petit, ils en sont arrivés à l'occuper toute l'année.
La ville doit son nom à Peter Buschmann, un immigrant norvégien, pionnier dans les usines de conservation de poisson, arrivé là en 1890. Il construisit une conserverie, la Icy Strait Packing Company, ainsi qu'une scierie, et un port, en 1900. Sa famille s'y était installée, et d'autres ressortissants norvégiens les ont rejoints. En 1910, le village a été créé, et en 1920, environ 600 personnes y habitaient.
À cette époque, le saumon frais et le flétan étaient emballés dans de la glace pour le transport. L'entreprise Alaska Glacier Seafoods, qui congelait aussi les crustacés a été fondée là, en 1916. La conserverie a continué à fonctionner et s'appelle actuellement Petersburg Fisheries, une filiale de Icicle Seafoods. Petersburg s'est développée autour de cette activité et est restée une ville tournée vers la pêche et le conditionnement des produits de la mer.

## Activités
Petersburg est actuellement une des plus importantes pêcheries d'Alaska. En 2004, 103 millions de pounds de poissons et de crustacés y ont été traités.
Plusieurs entreprises de conserverie et de congélation de poisson y sont installées, ainsi qu'une écloserie de saumon. La ville possède un aéroport qui permet de la relier à Wrangell et à Juneau et de là à tout le reste de l'état. Alaska Airlines y opère aussi bien des vols passagers que du transport de marchandises. Elle est aussi desservie par l'Alaska Marine Highway, et reçoit de mai à septembre, des yachts privés et des bateaux de croisière touristiques.
De plus, c'est depuis Petersburg que sont ravitaillées les localités voisines, comme Kupreanof.

## Démographie
| 1910 | 1920 | 1930  | 1940  | 1950  | 1960  |
| ---- | ---- | ----- | ----- | ----- | ----- |
| 585  | 879  | 1 252 | 1 323 | 1 619 | 1 502 |

| 1970  | 1980  | 1990  | 2000  | 2010  | - |
| ----- | ----- | ----- | ----- | ----- | - |
| 2 042 | 2 821 | 3 207 | 3 224 | 2 948 | - |

## Sources
- (en) CIS

- (en) Cet article est partiellement ou en totalité issu de l’article de Wikipédia en anglais intitulé « Petersburg, Alaska » (voir la liste des auteurs).